# 메이지 진구 야구장
메이지 진구 야구장(일본어: 明治神宮野球場 메이지진구야큐죠[*], Meiji Jingu Stadium)은 일본 도쿄도 신주쿠구에 있는 야구장이다.
소유처는 종교 법인 메이지 신궁이고, 통칭 "진구 구장"으로 부른다.

## 개요
도쿄 6대학 야구 연맹의 리그전이 개최되는 구장으로서 1926년에 개장했다. 대학 야구의 주요 구장으로서 오랜 기간 동안 사용되었고, 6대학 야구와 도토대학 야구 1부리그 및 승강 결정전 중심으로 지금까지 사용되고 있다.
그 밖에도 고교야구의 동 도쿄대회, 서 도쿄대회와 전일본 대학선수권 대회, 메이지신궁 야구대회, 사회인야구 등 많은 아마추어 대회가 개최되고 있다. 일본 내에서는 한신 고시엔 구장과 함께 "야구의 성지"로 불리는 구장이다.
아마추어 전용구장이어서 초기에는 프로야구 개최 목적의 사용이 금지되었지만, 규제가 완화되어 1964년부터 도쿄 야쿠르트 스왈로스가 홈 구장으로 사용하고 있다. 대학야구 경기에 우선 사용권이 있어서, 일본 프로 야구 경기는 대부분 야간 경기로 열린다. 스왈로스 외에는 닛폰햄 파이터스가 1962~1963년부터 본거지, 1964~1980년까지 준분거지로 사용했다.

## 사진

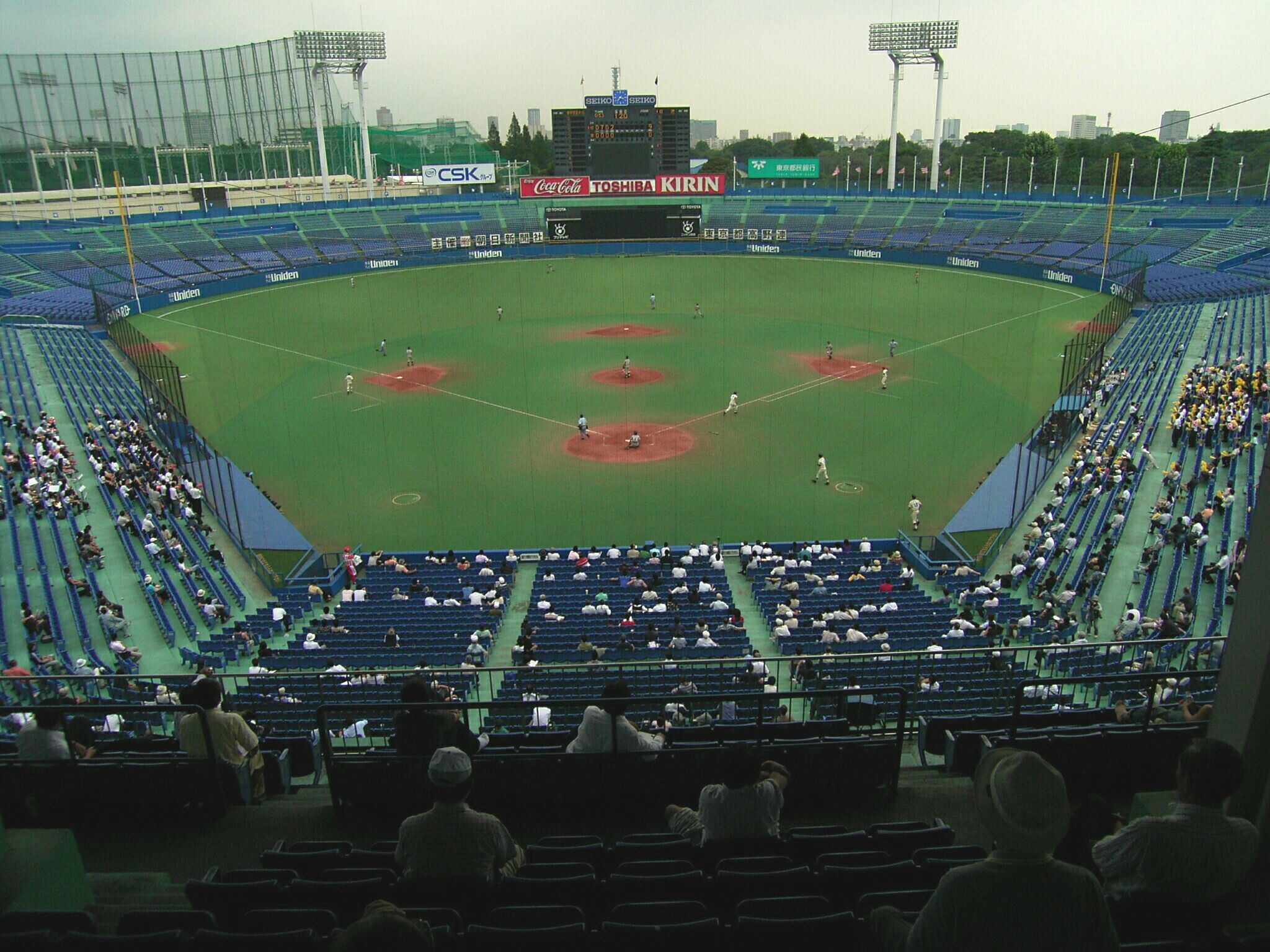
진구 구장의 내부
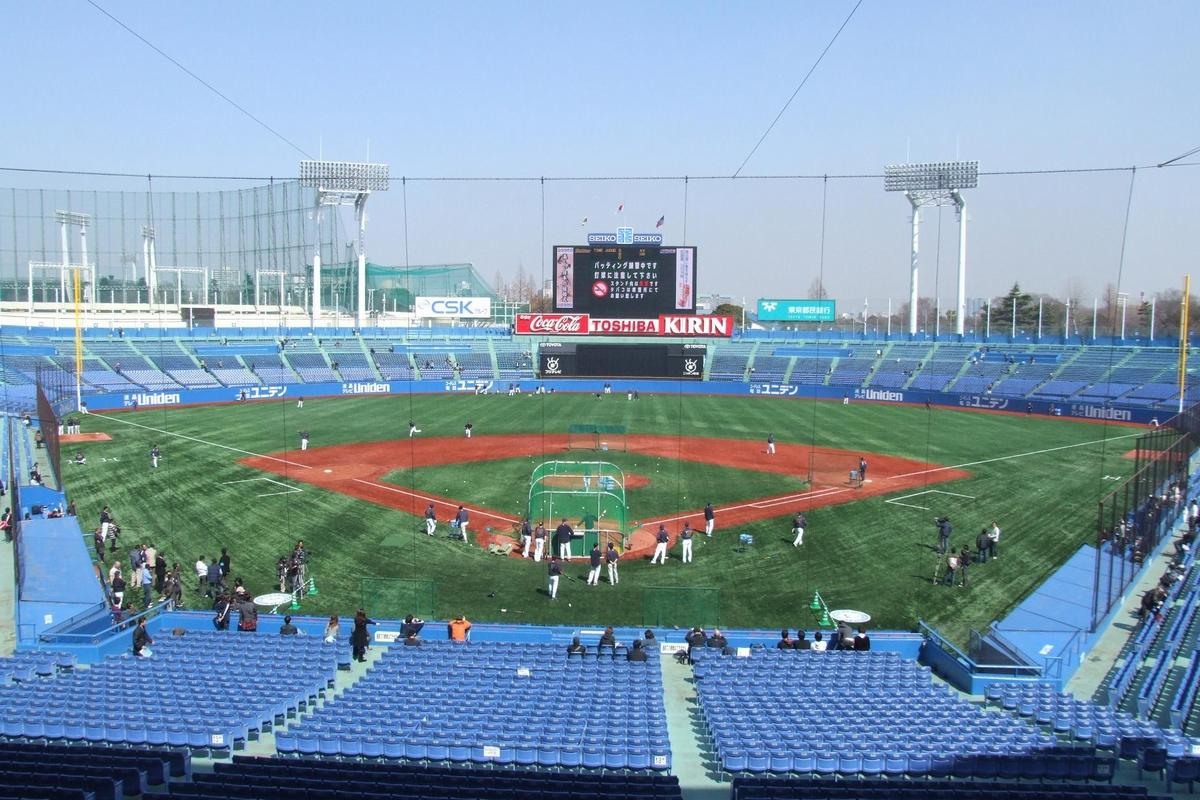
진구 구장의 내부
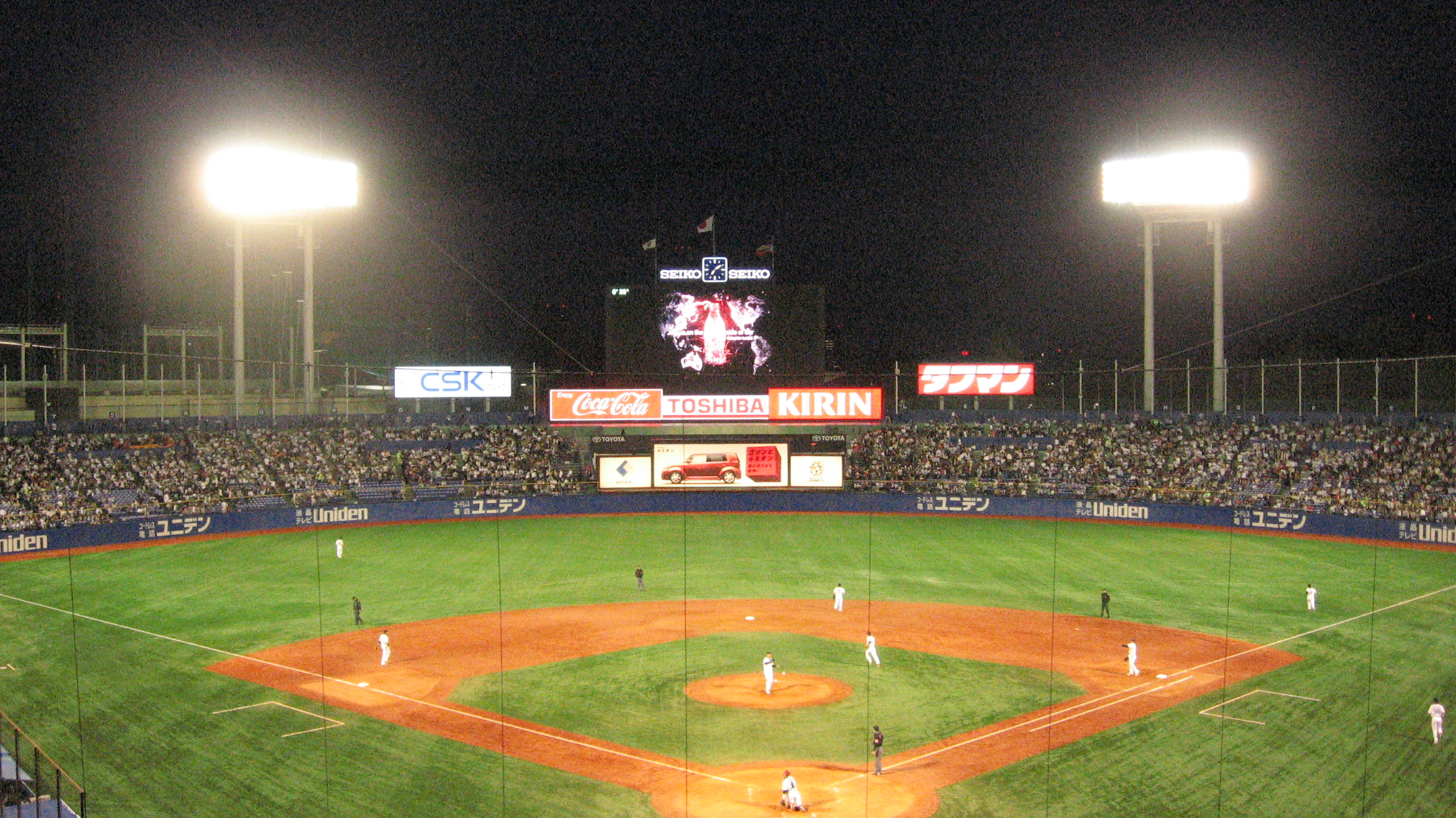
진구 구장의 야간 경기 모습
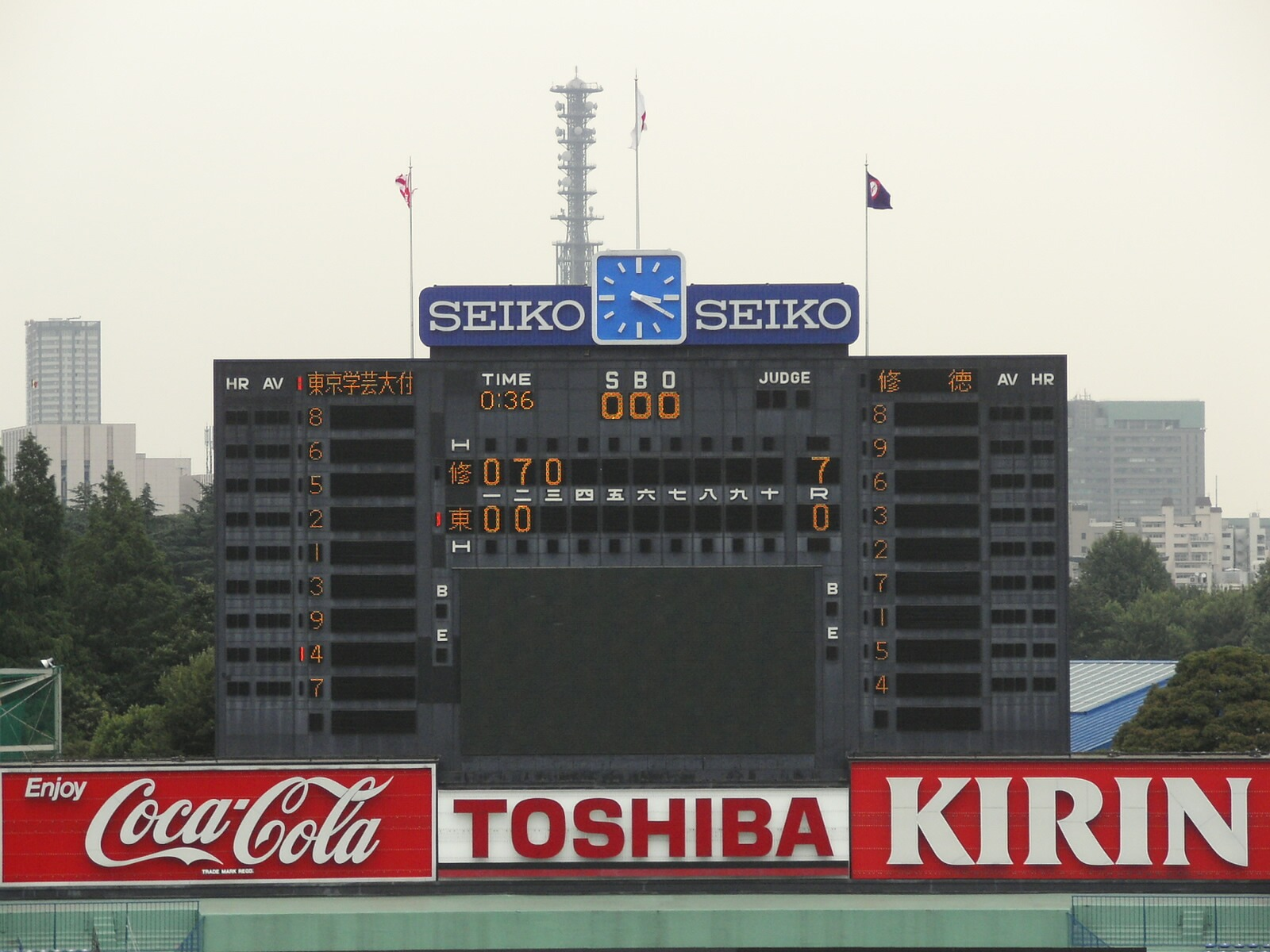
전광판
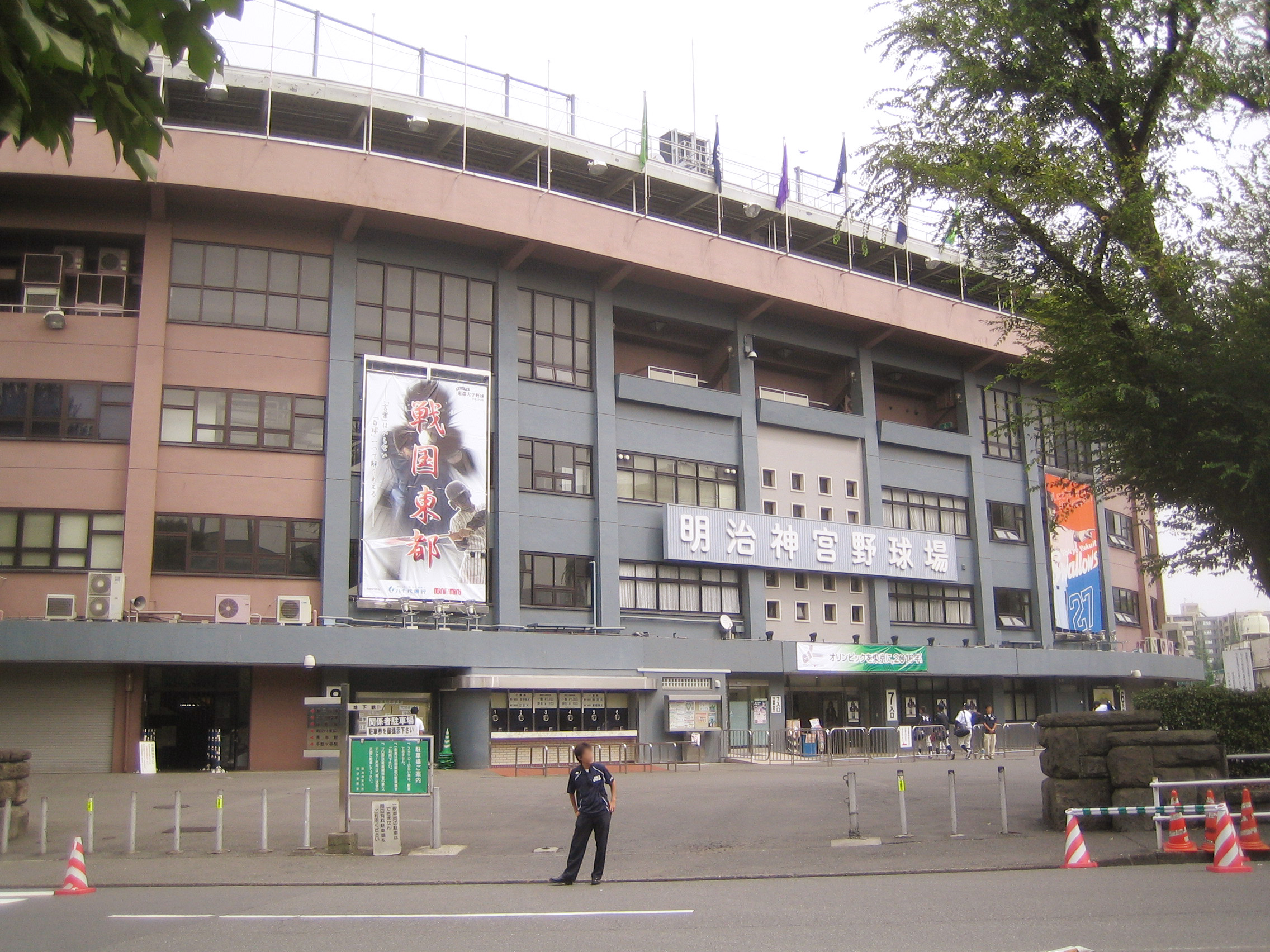
진구 구장의 정문과 매표소 입구
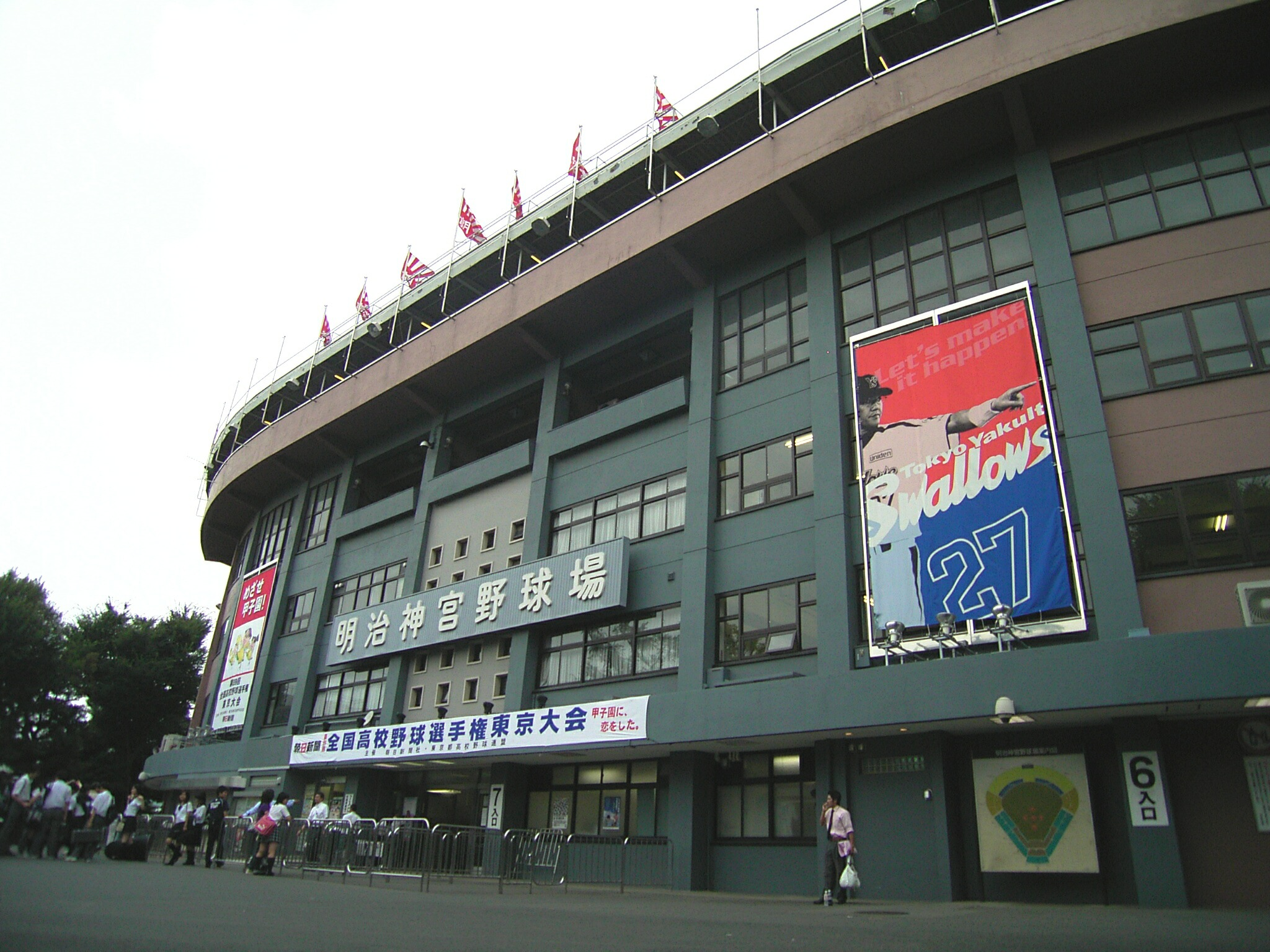
매표소 입구
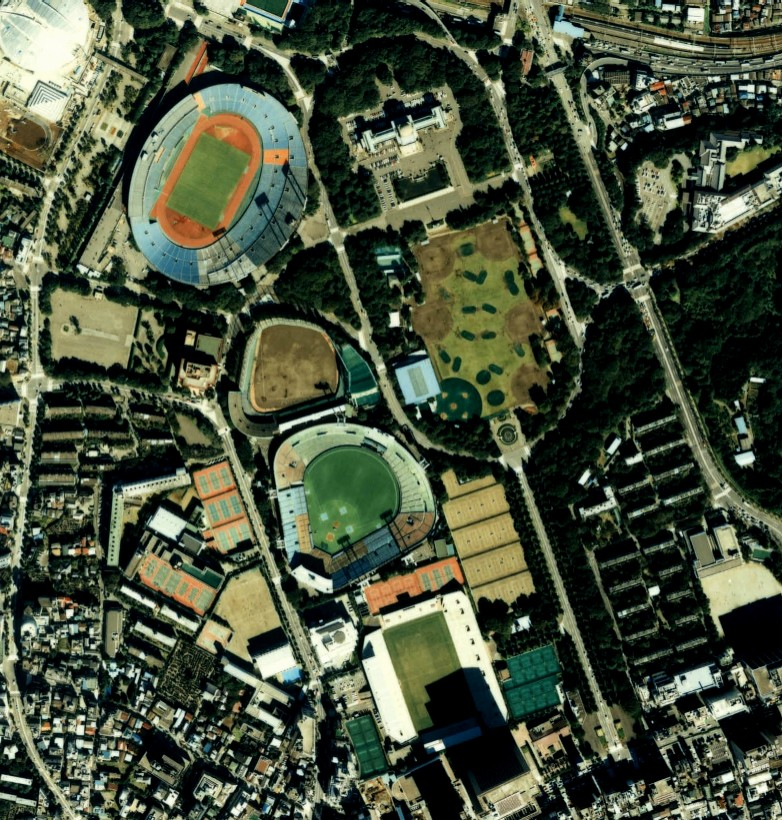
위성에서 바라본 진구 구장의 모습